# Bethlehem (Connecticut)
Bethlehem is een plaats (town) in de Amerikaanse staat Connecticut, en valt bestuurlijk gezien onder Litchfield County.

## Demografie
Bij de volkstelling in 2000 werd het aantal inwoners vastgesteld op 3422.

## Geografie
Volgens het United States Census Bureau beslaat de plaats een oppervlakte van
50,9 km², waarvan 50,1 km² land en 0,8 km² water.

## Plaatsen in de nabije omgeving
De onderstaande figuur toont nabijgelegen 'incorporated' en 'census-designated' plaatsen in een straal van 24 km rond Bethlehem.